# 全国团结和发展委员会
全国团结和发展委员会是2021年9月5日在几内亚成立的军政府，现於几内亚實際掌權。

## 沿革
2021年9月5日，非洲西海岸国家几内亚发生军事政变，几内亚陆军上校马马迪·敦布亚组建“全国团结和发展委员会”，并且将在18个月的过渡期内领导几内亚。